# Німич Павло Олексійович
Німич Павло Олексійович (* 10 липня 1928 — †8 квітня 2001) — Герой Соціалістичної Праці, уроженець с. Нова Збур'ївка Голопристанського району Херсонської області. Звання присвоєно Указом Президії Верховної Ради СРСР від 26 квітня 1971 року за високі досягнення у народному господарстві.